# گروور (یوتا)
گروور (به انگلیسی: Grover) یک منطقهٔ مسکونی در ایالات متحده آمریکا است که در شهرستان وین، یوتا واقع شده‌است. گروور ۲٬۱۶۹ متر بالاتر از سطح دریا واقع شده‌است.